# Fittjeviken
Fittjeviken är en sjö i Härnösands kommun i Ångermanland och ingår i Gådeåns huvudavrinningsområde. Sjön har en area på 0,0513 kvadratkilometer och ligger 65,2 meter över havet. Sjön avvattnas av vattendraget Ilmyrån.

## Delavrinningsområde
Fittjeviken ingår i det delavrinningsområde (696141-159087) som SMHI kallar för Mynnar i Gussjön. Medelhöjden är 216 meter över havet och ytan är 27,18 kvadratkilometer. Det finns inga avrinningsområden uppströms utan avrinningsområdet är högsta punkten. Ilmyrån som avvattnar avrinningsområdet har biflödesordning 2, vilket innebär att vattnet flödar genom totalt 2 vattendrag innan det når havet efter 28 kilometer. Avrinningsområdet består mestadels av skog (83 procent). Avrinningsområdet har 0,05 kvadratkilometer vattenytor vilket ger det en sjöprocent på 0,2 procent.